# Bimba Farelo
Bimba Farelo (Benalup-Casas Viejas, Cadis) és una actriu i artista andalusa, coneguda pel seu paper com Loren Arana en la sèrie Vestidas de azul, continuació de la sèrie d'Atresplayer Veneno.

## Vida i carrera
Bimba va néixer i va créixer en Las Lagunetas, un llogaret de Benalup-Casas Viejas, a la província de Cadis. A 19 anys es va mudar a Barcelona per estudiar interpretació, i a través de la seva amistat amb l'actriu Isabel Torres va començar a qüestionar-se la seva identitat i va iniciar la seva transició de gènere. Posteriorment, es va mudar a Madrid, on va actuar com a actriu de cabaret.
El setembre de 2023 va interpretar el paper principal en l'obra teatral Tamarola!, basada en la seva pròpia experiència creixent en Las Lagunetas. El desembre d'aquest mateix any va interpretar en Vestidas de azul el paper de Loren Arana Arellano, una activista trans espanyola que va coprotagonitzar el 1983 el documental Vestida de azul, en el qual està inspirat la sèrie.
La revista Vogue Spain la va incloure en la llista de noves cares del cinema i la televisió que no perdre de vista el 2023, al costat d'actrius nacionals i internacionals com Halle Bailey.